# Gammelbo
Gammelbo är en by i Ramsbergs socken i Lindesbergs kommun i Örebro län.
Byn har anor långt bak i tiden och anses möjligen varit bebodd redan på 1400-talet. Runt sekelskiftet mot 1900-talet lades hyttan ner, vars namn givit upphov till mången förväxling då den hette Fanthyttan, vilket är en ort i kommunens västra delar. 
Gammelbo har annars hamnat i historieböcker mest för Lasse-Majas besök och stölder på Gammelbo gård runt 1800-talets sekelskifte.
Byn expanderade på 1930-talet med egnahemsbyggen för skogsarbetare anställda vid Domänverket. Åren innan hade Treöresvägen byggts som så kallat AK-arbete, rakt norrut genom ödemarker utmed Sandån upp till grannbyn Kloten (15 km). Vägen passerar övre och nedre Sandtjärnarna som genom sin tidiga isläggning och sena skridskoisar fortfarande är ett populärt utflyktsmål för entusiastiska långfärdsskridskoåkare. 
Ett behandlingshem för unga missbrukare (enligt LVU) etablerades på 1980-talet och vars verksamhet på herrgårdarna Granhult och Liljendal under senare år expanderade. Verksamheten för flickor på Liljendal lades ner efter kort tid (i början av 2005), samtidigt som behandlingen av pojkar utökats med nya flygelbyggnader vid Granhult som invigdes sommaren 2005. 